# Géant de Wilmington

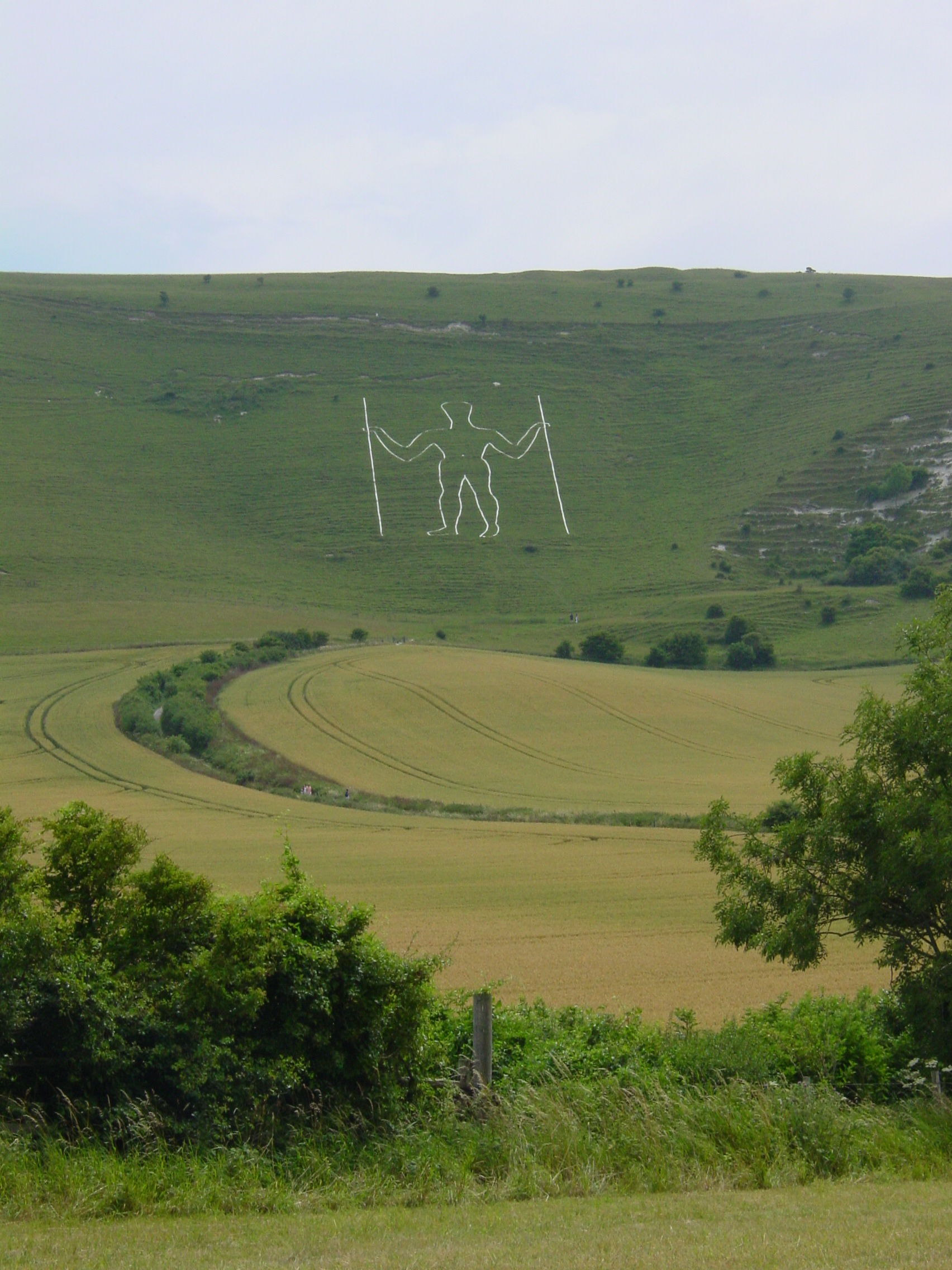
Le « Long Man » de Wilmington, curiosité des Downs du Sud, dans le comté de Sussex.

Le Géant de Wilmington, appelé traditionnellement Long Man, est un géoglyphe tracé sur les coteaux pentus de Windover Hill à Wilmington (East Sussex), près de 10 km au nord-ouest d’Eastbourne. C'est une silhouette humaine de 69 m de hauteur, avec un effet d'anamorphose qui donne des proportions correctes lorsqu'on observe cette figure depuis le bas de la colline.
Le Long Man est l'un des deux géoglyphes humanoïdes d'Angleterre ; l'autre est le Géant de Cerne Abbas, au nord de Dorchester.

## Origine

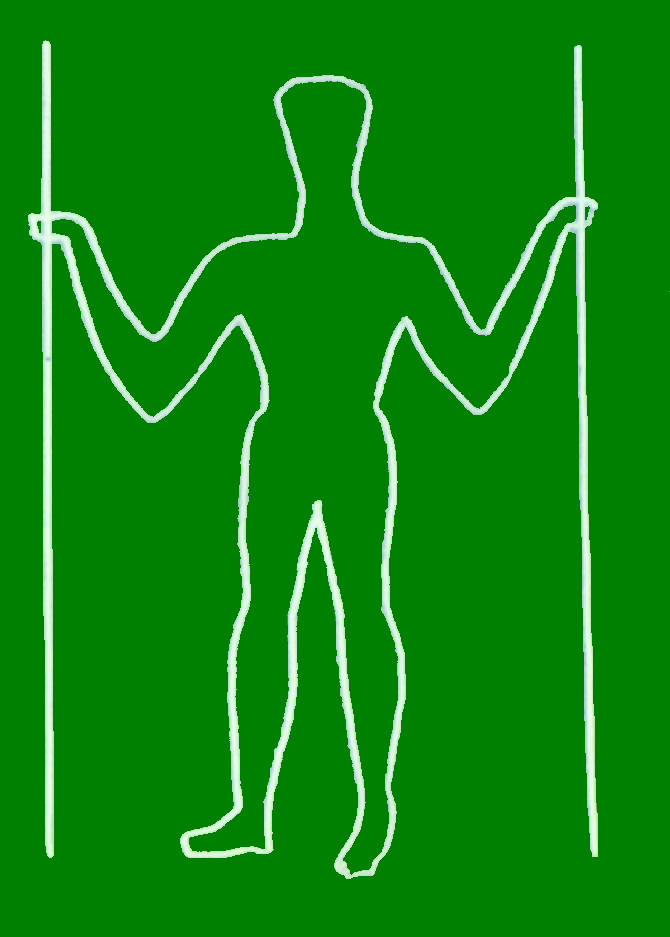
Reconstitution du Long Man de Wilmington.

L'origine de cette figure reste un mystère.
Après une étude en 2003, les archéologues de l’université de Reading estiment qu'elle remonte au XVIe siècle. 
Bien que certains chercheurs aient émis l'idée que la figure était connue des Romains, la description la plus ancienne connue à ce jour est celle du géomètre John Rowley, en 1710.
Ce croquis du XVIIIe siècle suggère que la figure originale était un simple désherbage dessinant les contours d'une tête plutôt qu'une silhouette humaine. Contrairement à ce qu'on pensait, les deux bâtons ne sont pas un râteau et une faux, et la tête avait la forme d'un casque. 
Un dessin de Sir William Borrow en 1766 montre la silhouette tenant un râteau et une faux, plus courts que les bâtons.
Jusqu'en 1874, le Long Man n'était visible qu'après une chute de neige et dans des conditions d'éclairement particulières (à l'aube ou au crépuscule). Cette année-là, le révérend W. de St-Croix souligna les contours en posant le long du tracé des briques claires cimentées entre elles.

## Depuis leXXesiècle
En 1925, le site du Long Man a été donné à la Sussex Archaeological Society par le duc de Devonshire. Pendant la Seconde Guerre mondiale, on a peint les briques en vert pour éviter que le géoglyphe ne serve de repère à la Luftwaffe.
À l'aube chaque 1er mai, des Morris Men exécutent des danses folkloriques au pied du Long Man. Le site est le théâtre de rituels néo-païens pratiqués un dimanche sur huit le long de l'année, les plus importants étant Beltaine (le 1er mai) et Lughnasadh (fête des récoltes). On a dénombré jusqu'à 112 participants à ces rituels de la Roue de l'Année. L'écrivain régionaliste Philip Carr-Gomm a consacré un livre (The Druid Way, 1993) à l'importance du Long Man en tant qu'endroit sacré pour le monde moderne.

## Dans les œuvres de fiction
Le Long Man apparaît dans plusieurs bandes dessinées :
- sous le nom de « Wendel » dans Sandman de Neil Gaiman, dans l'épisode intitulé Le songe d'une nuit d’été. Il est le gardien du passage vers le pays féerique, et ouvre la porte à Obéron, Titania et leur suite.
- Bob et Bobette, dans l'album n° 218 : L'étoile diabolique, le « Long Man » est un golem aux mains des méchants.

Il y a aussi une allusion à un « Long Man » dans la série romanesque Nobliaux et Sorcières de Terry Pratchett.
Il apparaît dans le manga Zankoku na kami ga shihai suru de Moto Hagio.
Le géoglyphe apparaît par ailleurs dans le jeu vidéo Assassin's Creed Valhalla dans la région du Suthexe en Angleterre.